# Subsecretari de stat în Guvernul Alexandru Vaida-Voievod (4)
În Guvernul Alexandru Vaida-Voievod (4) au fost incluși și subsecretari de stat, provenind de la diverse partide.

## Subsecretari de stat
- Subsecretar de stat la Ministerul de Interne

Armand Călinescu (14 ianuarie - 13 noiembrie 1933)
- Subsecretar de stat la Ministerul de Interne

Ioan Pop (14 ianuarie - 13 noiembrie 1933)
- Subsecretar de stat la Ministerul de Externe

Savel Rădulescu (14 ianuarie - 13 noiembrie 1933)
- Subsecretar de stat la Ministerul Instrucțiunii Publice, Cultelor și Artelor

Petre Andrei (14 ianuarie - 13 noiembrie 1933)
- Subsecretar de stat la Ministerul Agriculturii și Domeniilor

Mihail Ghelmegeanu (14 ianuarie - 14 iunie 1933)
- Subsecretar de stat la Ministerul Agriculturii și Domeniilor

Anton Crihan (14 ianuarie - 13 noiembrie 1933)
- Subsecretar de stat al Aerului din Ministerul Apărării Naționale

Radu Irimescu (14 ianuarie - 13 noiembrie 1933)
- Subsecretar de stat pentru Minorități

Mihai Șerban (14 ianuarie - 13 noiembrie 1933)
- Subsecretar de stat la Ministerul de Finanțe

Mihail Ghelmegeanu (14 iunie - 14 iunie 1933)
- Subsecretar de stat la Ministerul Industriei și Comerțului

Grigore Gafencu (14 iunie - 14 iunie 1933)

## Sursa
- Stelian Neagoe - "Istoria guvernelor României de la începuturi - 1859 până în zilele noastre - 1995" (Ed. Machiavelli, București, 1995)